# Будивельник (баскетбольный клуб)
«Будивельник» (с укр. - Строитель) — украинский баскетбольный клуб из города Киев. Выступает в украинской Суперлиге.

## История

### Первые годы, первые трофеи
В 1945 году в Киеве на базе Института Физкультуры была сформирована команда «СКИФ» под руководством Владимира Шаблинского. На протяжении 13 лет команда, набиравшая свой состав преимущественно из студентов, выступала в Категории Б чемпионата СССР, войдя в элитный дивизион 1958 году, когда коллектив выиграл чемпионат Украины. В 1962 году команда была взята под опеку треста «Киевгорстрой-4», и получила название «Строитель». Впрочем, в прессе Украинской ССР команду называли именно «Будивельнык». В этом же году «строители» впервые в своей истории поднялись на пьедестал, вырвав «бронзу» в борьбе с тбилисским «Динамо». С этого сезона клуб практически не покидал первой тройки союзных первенств. В те времена за команду выступали такие мастера как Виталий Ковянов (1935, 192), Альберт Вальтин (1937, 201), Николай Баглей (1937, 190), Владимир Стремоухов (1936), Николай Погуляй, Вадим Гладун (1937, 185), Леонид Поплавский (1937, 190), Юрий Выставкин, Анатолий Поливода (1947, 200).
В 1974 после очередных бронзовых медалей, руководство решилось пойти на серьёзную кадровую реформу, и заменить многолетнего главного тренера команды Владимира Шаблинского на Александра Клименко. Впрочем, в 1977 году неудовлетворительные результаты привели к новой перестановке в тренерском штабе: теперь у руля клуба встал Вадим Гладун, а в помощь ему был возвращен Владимир Шаблинский. В том же сезоне новый главный тренер в третий раз привел клуб к серебряным медалям. В период с 1977 по 1982 киевляне четыре раза брали «серебро».
В 1980-х «Будивельник» оставался лучшей украинской команды Союза. Этот период запомнился ярким созвездием игроков, которое собрал в Киеве знаменитый тренер Борис Вдовиченко. Под его началом в «Будивельнике» блистали Александр Белостенный и Владимир Ткаченко, Александр Волков и Владимир Рыжов, именно Вдовиченко пригласил в команду Андрея Подковырова.
В 1987 году руководство клуба приглашает на тренерский мостик Виктора Боженара. Тот же сезон увенчался очередным 3-м местом. Перед следующим чемпионатом киевляне значительно усилили состав: в команду вернулся новоиспеченный олимпийский чемпион Александр Волков. Также в «Строителе» появились центровые Долгов и Шевченко, форвард Левицкий, а также защитник Евгений Мурзин. В это же время в команде блистал выдающийся советский центровой Александр Белостенный.

### «Золотой сезон» 1989 года
Чемпионат СССР в сезоне 1988/1989 стал «золотым» для «Будивельника».
В финале союзного первенства «строители» схлестнулись с грозным каунасским «Жальгирисом», ведомым знаменитыми Римасом Куртинайтисом и Арвидасом Сабонисом. Первый поединок финальной серии до двух побед, состоявшийся в Киеве, обозначил преимущество украинской команды. Вторая встреча, на этот раз проходившая в Каунасе, также до последних секунд держала в напряжении трибуны. И именно этому поединку суждено было стать одним из самых скандальных матчей в истории чемпионатов СССР. На последней секунде встречи, при счете 87:87, лидер киевлян Александр Волков решился на невероятный бросок с 10 метров — ровно с финальной сиреной мяч опустился в кольцо, практически ознаменовав первое чемпионство «Строителя». Впрочем, по-другому рассудили арбитры встречи, не засчитавшие чистый бросок Волкова. В назначенной дополнительной пятиминутке литовцы одержали победу 98:93, что означало продолжение «золотой серии». Однако, поданый главным тренером киевлян протест в Госкомспорт после долгих расследований, дискуссий и препирательств всё же был удовлетворён, и «Строитель» получил заслуженное союзное «золото». Местные болельщики после ответной игры в Каунасе подходили к игрокам и тренерам киевской команды с поздравлениями и выражением поддержки.
Это была историческая победа. Никогда до этого и после ни одна украинская мужская баскетбольная команда не выигрывала золотые медали чемпионата СССР.

## СКИФ/«Будивельник» в чемпионатах СССР
1955 - 2 место (в классе Б)
1956 — 12 место (всесоюзные зимние соревнования)
1957 - 11 место (в классе А) команда вылетела в класс Б
1958 — 1 место (в классе Б) команда вернулась в класс А
1959 — 2 место (всесоюзные зимние соревнования)
1960 — 6 место (в классе А) и 3 место на всесоюзных соревнованиях класса А
1961 — 5 место (в классе А)
1962 — 3 место (в классе А)
Состав команды, впервые завоевавшей «бронзу»: Баглей, Вальтин, Выставкин, Гецько, Гладун, Гуревич, Ковянов, Окипняк, Поплавский, Стремоухов, Шологон.
Тренер — Шаблинский.
1963  — 1 место на всесоюзных зимних соревнованиях
1964 — 3 место в чемпионате СССР
Состав команды: Баглей, Вальтин, Выставкин, Гецько, Гладун, Гуревич, Ковянов, Окипняк, Поплавский, Стремоухов, Шологон. 
Тренер — Шаблинский.
1965 — 2 место в чемпионате СССР
Состав команды: Баглей, Вальтин, Выставкин, Гецько, Гладун, Гуревич, Ковянов, Окипняк, Погуляй, Поплавский, Стремоухов, Шологон.
Тренер — Шаблинский.
1966  — 2 место в чемпионате СССР
Состав команды: Баглей, Выставкин, Вальтин, Гладун, Ковянов, Окипняк, Погуляй, Поплавский, Поливода, Смоляков, Стремоухов, Шологон.
Тренер — Шаблинский.
1967 — 1 место на всесоюзных зимних соревнованиях
1968 — 5 место в чемпионате СССР
1969 — 5 место в чемпионате СССР
1970 — 3 место в чемпионате СССР
Состав команды: Вальтин, Васютинский, Гладун, Заброда, Коваленко, Копычко, Лушненко, Мартынов, Опарин, Поливода, Смоляков, Сторчак, Филозоф, Вячеслав Шаблинский.
Тренер — Шаблинский.
1971 — 5 место в чемпионате СССР
1972  — 7 место в чемпионате СССР
1973 — 6 место в чемпионате СССР
1974 — 3 место в чемпионате СССР
Состав команды: Вальтин, Заброда, Зазимко, Здрак, Землянухин, Коваленко, Мартынов, Погуляй, Рыжик, Сальников, Смоляков, Вячеслав Шаблинский.
Тренер — Шаблинский (первая половина сезона), Клименко.
1975 — 7 место в чемпионате СССР
1976 — 4 место в чемпионате СССР
1977 — 2 место в чемпионате СССР
Состав команды: Белостенный, Здрак, Клюев, Кобзев, Лушненко, Мартынов, Рыжик, Сальников, Смоляков, Ткаченко, Хоменко, Шальнев.
Тренеры — Гладун и Шаблинский.
1978 — 5 место в чемпионате СССР
1979  — 2 место в чемпионате СССР
Состав команды: Белостенный, Внуков, Кобзев, Ковтун, Кожелянко, Мартынов, Рыжик, Рыжов, Смоляков, Ткаченко, Хоменко, Шальнев.
Тренер — Вдовиченко
1980 — 10 место в чемпионате СССР
1981 — 2 место в чемпионате СССР
Состав команды: Белостенный, Колежук, Коробков, Крижанивский, Кузенков, Мартынов, Рыжик, Рыжов, Ткаченко, Хомич, Шаптала, Шевченко.
Тренер — Вдовиченко
1982 — 2 место в чемпионате СССР
1983 — 3 место в чемпионате СССР
Состав команды: Безрук, Белостенный, Волков, Дремов, Колежук, Кузенков, Рыжик, Рыжов, Сильверстов, Ткаченко, Хомич, Шевченко.
Тренер — Вдовиченко.
1984 — 3 место в чемпионате СССР
1985 — 4 место в чемпионате СССР
1986 — 7 место в чемпионате СССР
1987 — 8 место в чемпионате СССР
1988 — 3 место в чемпионате СССР
Состав команды: Богданов, Борисевич, Воротнюк, Ковтун, Кожелянко, Косенко, Молчанов, Орехов, Пинчук, Подковыров, Резцов, Рыжов, Сильверстов, Хоменко, Шаптала.
Тренер — Боженар
1989 — чемпионы СССР, 1 место
Состав команды: Белостенный, Волков, Долгов, Ковтун, Косенко, Левицкий, Мурзин, Орехов, Подковыров, Пинчук, Сильверстов, Шаптала, Шевченко.
Тренер — Боженар
1990 — 3 место в чемпионате СССР
Состав команды: Косенко, Левицкий, Мурзин, Орехов, Окунский, Пинчук, Подковыров, Сильверстов, Успенский, Шаптала, Шевченко.
Тренер — Гуревич, Зураб Хромаев
1991 — 5 место в последнем чемпионате СССР

## «Будивельник» в чемпионатах Украины
В чемпионате независимой Украины с 1992 по 1997 год клуб шесть раз подряд выигрывал золотые медали. В это время в составе команды играли Григорий Хижняк, Леонид Яйло, Александр Лохманчук, Евгений Мурзин, Виталий Потапенко, Станислав Медведенко и другие.
Отток игроков из обедневшего клуба отразился на его турнирной судьбе. Начиная с 1998 года, когда, уступив в финале одесской «БИПА-Моде», «Будивельник» взял «серебро», киевляне больше не пробивались в финалы украинского первенства, а порой даже не попадали в плей-офф. Несколько лет клуб существовал только на энтузиазме отдельных игроков и тренеров.
В 2006 году на помощь клубу пришли коммерческие структуры. В сезоне 2008/2009 команда приняла участие в единственном розыгрыше чемпионата Украинской баскетбольной лиги. Этот сезон был ознаменован приходом в команду литовца Римаса Григаса и спортивного директора Сергея Голода. В сезоне 2008/2009 команда выиграла Кубок УБЛ и стала второй командой Лиги. С сезона 2009/2010 клуб выступает в объединённой украинской Суперлиге. Сезон 2010 года «строители» закончили в статусе серебряного призёра чемпионата Украины, в финальной серии проиграв со счетом 2:3 действующему чемпиону страны мариупольскому «Азовмашу». Но уже в следующем сезоне, после привлечения на тренерский мостик испанского специалиста Хосе Мария Беррокаля, «Будивельник» на европейской арене стал первой украинской командой, добравшейся до четвертьфинала Еврокубка УЛЕБ. А в национальном чемпионате «строители» в финальной серии до четырёх побед, не имевшей аналогов в истории чемпионатов Украины, со счетом 4:3 обыграли победителя регулярного первенства БК «Донецк». В последнем матче, проходившем на паркете «Донецка», «Будивельник» отыграл отставание в 10 очков и вырвал победу 69:62, взяв первое с 1997 года «золото» Суперлиги.
После смены тренера и неудачного выступления в сезоне 2011/2012, команду возглавил наставник сборной Латвии Айнарс Багатскис. Под его управлением «Будивельник» кардинально изменил состав (из чемпионского ростера образца 2011 остался лишь центровой Михаил Анисимов), пригласив в команду капитана сборной Украины Артура Дроздова, а также ряд недорогих легионеров. Под управлением Багатскиса «строители» сумели дойти до полуфинала Еврокубка, попутно выбив в плей-офф питерский «Спартак». В полуфинале киевлян остановил испанский «Бильбао». На внутренней арене «Будивельник» уверенно выиграл регулярный чемпионат, и со счетом 4:3 обыграв в финальной серии мариупольский «Азовмаш», завоевал восьмой в истории титул чемпиона Украины.
Сезон 2013/2014 также получился для команды успешным. В далеко не самых благоприятных условиях (команда Багатскиса вынуждена была играть домашние матчи стадии Топ-16 и четвертьфинала в литовском Каунасе), киевляне добились выхода в четвертьфинал Еврокубка, в матче-триллере в Белграде уступив право играть в полуфинале сербской «Црвене звезде». Тем не менее, на внутренней арене «Будивельнику» вновь не было равных. В феврале 2014-го «строители», обыграв «Донецк», в четвёртый раз в своей истории выиграли национальный Кубок, а в мае триумфовали уже в чемпионате Украины, добыв свой девятый титул в четырёхматчевой (3:1) финальной серии против «Химика». Дариуш Лавринович стал самым ценным игроком Суперлиги 2013/2014, а защитник команды Янис Стрелниекс был признан лучшим защитником чемпионата.
8 июля 2014 года новым главным тренером команды был назначен украинский специалист Виталий Черний.

### Сезон за сезоном
1992 — чемпионы Украины
Состав команды: Васильев, Пинчук, Александр Окунский, Орехов, Королев, Журавлев, Перегуд, Ткаченко, Левицкий, Лохманчук, Половко, Харченко, Евгений Мурзин.
Тренер: Зураб Хромаев
1992/1993 — чемпионы Украины
Состав команды: Журавлев, Евгений Мурзин, Костко, Молчанов, Александр Окунский, Перегуд, Виталий Потапенко, Половко, Приходько, Харченко, Холопов, Чернов.
Тренер: Зураб Хромаев
1993/1994 — чемпионы Украины
Состав команды: Журавлев, Костко, Молчанов, Александр Окунский, Перегуд, Виталий Потапенко, Половко, Приходько, Харченко, Холопов, Чернов, Яйло, Полторацкий.
Тренер: Зураб Хромаев
1994/1995 — чемпионы Украины
Состав команды: Журавлев, Лохманчук, Молчанов, Александр Окунский, Успенский, Приходько, Перегуд, Яйло, Харченко, Потапенко, Чернов, Костко, Холопов, Полторацкий, Алпатов, Быков.
Тренер: Зураб Хромаев
1995/1996 — чемпионы Украины и обладатели Кубка Украины
Состав команды: Харченко, Чернов, Костко, Холопов, Приходько, Журавлев, Лохманчук, Молчанов, Яйло, Григорий Хижняк, Полторацкий, Ромс.
Тренер: Защук
1996/1997 — чемпионы Украины и обладатели Кубка Украины
Состав команды: Лохманчук, Харченко, Костко, Холопов, Молчанов, Журавлев, Холопов, Яйло, Приходько, Пржеорский, Риверс, Стрикленд, Григорий Хижняк.
Тренер: Защук
1997/1998 — 2 место
Состав команды: Молчанов, Журавлев, Холопов, Костко, Григорий Хижняк, Прижеорский, Приходько, Успенский, Тимошенко, Семененко, Вакуленко, Мохов, Холоденко, Станислав Медведенко, Низкошапка, Вареник, Шаповалов.
Тренер: Защук
1998/1999 — 3 место
Состав команды: Прижеорский, Мохов, Почтарь, Семененко, Низкошапка, Брянцев, Журавлев, Шушкевич, Журавель, Тимошенко, Косюк, Иванов, Вакуленко, Половко, Приходько. 
Тренер: Защук
1999/2000 — 6 место
Состав команды: Шушкевич, Холоденко, Вакуленко, Косюк, Семененко, Штереб, Тимошенко, Неруш, Цимох, Брянцев, Приходько, Журавлев, Иванов, Журавель, Малыш, Мохов, Почтарь.
Тренер: Защук
2000/2001 — 6 место
Состав команды: Харченко, Балашов, Семененко, Штереб, Неруш, Евгений Мурзин, Гамов, Низкошапка, Брянцев, Журавель, Журавлев, Иванов, Каребин, Рыхлюк, Почтарь, Близнюк, Мохов.
Тренер: Защук
2001/2002  — 10 место
Состав команды: А. Дзюбенко, Мырзак, Гукасов, Качко, Руснак, Балашов, Неруш, Журавель, Иванов, Каребин, С. Дзюбенко, Житкевич, Сухотин, Почтарь, Мохов.
Тренер: Мурзин
2002/2003 — 8 место
Состав команды: Кравец, Балашов, Тимошенко, Кисилюк, Семененко, Неруш, Стефанишин, Степанов, Полторацкий, Дёгтев, Иванов, Журавель, Кобзистый, Синицкий, Сухотин, Мохов.
Тренер: Мурзин
2003/2004 — 6 место
Состав команды: Кравец, Балашов, Визерский, Степанов, Неруш, Голубев, Стефанишин, Агапов, Журавель, Борисенко, Глущенко, Дорошенко, Кобзистый, Насенник, Сухотин. 
Тренер: Мурзин
2004/2005 — 7 место
Состав команды: Балашов, Кравец, Игнатавичус, Акулич, Неруш, Степанов, Стефанишин, Агапов, Рыжов, Брянцев, Дорошенко, Лохманчук, Кобзистый, Малыш, Демчук, Сухотин.
Тренер: Мурзин
2005/2006 — 9 место
Состав команды: Цёпич, М. Балашов, Кравец, Журжий, Неруш, Стефанишин, Дятловский, Калугин, Горбенко, Брянцев, Былым, Кобзистый, Малыш, Ворник, С. Балашов, Орленко.
Тренер: Мурзин
2006/2007 — 10 место
Состав команды: М. Балашов, Кравец, Тимошенко, Дмитрий Забирченко, Неруш, Стефанишин, Евстратенко, Лохманчук, Горбенко, Брянцев, Кобзистый, Малыш, Ворник, Сачава, Орленко.
Тренер: Мурзин
2007/2008 — 9 место
Состав команды: Шарпер, Кравец, Коулман, М. Балашов, Неруш, Евстратенко, Дмитрий Забирченко, Стефанишин, Брянцев, Горбенко, Коваленко, Яйло, Ившин, Вучичевич, Орленко.
Тренер: Мурзин
2008/2009 — 2 место (в УБЛ) и Кубок УБЛ
Состав команды: М. Балашов, Слипенчук, Неруш, Армстронг, Чаппелл, Делининкайтис, Каребин, Зиммерман, Уэзерс, Иванов, Дегрот, Маслюченко, Горбенко, Яковлев, Кобзистый, Дьяпа, Меритт, Орленко, Чукинас.
Тренер: Магарити/Григас
2009/2010  — 2 место
Состав команды: Эль Амин, Хендерсон, Слипенчук, М. Балашов, Неруш, Зиммерман, Стефанишин, Яковлев, Артур Дроздов, Горбенко, Малыш, Кобзистый, Гуинн, Григорий Хижняк, Орленко, Анисимов.
Тренер: Григас/Подковыров
2010/2011 — чемпионы Украины
Состав команды: Кейс, Денис Лукашов, Спенсер, Дмитрий Забирченко, Стефанишин, Яковлев, Уилсон, Кобзистый, Малыш, Морли, Агафонов, Анисимов, Беттс. 
Тренер: Беррокаль
2011/2012 — 4 место и обладатели Кубка Украины
Состав команды: Буренко, Флорес, Алиевас, Денис Лукашов, Макклинтон, Дмитрий Забирченко, Егоров, Стефанишин, Шехович, Онуфриев, Морли, Малыш, Агафонов, Аникиенко, Анисимов, Параховский, Брайант.
Тренер: Митрович
2012/2013 — чемпионы Украины
Состав команды: Цинцадзе, Буренко, Малкольм Дилейни, Шаленга, Рихардс Куксикс, Робинсон, Герасимчук, Егоров, Горбенко, Артур Дроздов, Кривцов, Тищенко, Лео Лайонс, Киккерт, Анисимов, Аникиенко.
Тренер: Багатскис
2013/2014 — чемпионы Украины и обладатели Кубка Украины
Состав команды: А. Лебединцев, Янис Стрелниекс, Эхерн, Неруш, Минард, Кук, Шаленга, Доунс, Горбенко, Артур Дроздов, Егоров, Кривцов, Саммерс, Тищенко, Дариуш Лавринович, Анисимов, Аникиенко.
Тренер: Багатскис
2014/2015 — 3 место и обладатели Кубка Украины
Состав команды: Денис Лукашов, Буцкий, Зотов, Неруш, Дмитрий Забирченко, И. Ватажок, Липовый, Александр Кольченко, Максим Пустозвонов, Ившин, Тищенко, Анисимов, Аникиенко.
Тренер: Черний

## Достижения
- Чемпион СССР: 1989
- Серебряный призёр чемпионата СССР: 1965, 1966, 1977, 1979, 1980, 1981, 1982
- Бронзовый призёр чемпионата СССР: 1962, 1964, 1970, 1974, 1983, 1984, 1988, 1990
- Чемпион Украины: 1955, 1958, 1959, 1960, 1961, 1964, 1965, 1966, 1972, 1973, 1974, 1976, 1977, 1980, 1981, 1982, 1984, 1985, 1986, 1987, 1988 (УССР) 1992, 1993, 1994, 1995, 1996, 1997, 2011, 2013, 2014, 2017, 2023
- Серебряный призёр чемпионата Украины: 1998, 2009 (УБЛ), 2010
- Бронзовый призёр чемпионата Украины: 1999, 2015
- Кубок Украины: 1995, 1996, 2012, 2014, 2015, 2021
- Кубок УБЛ: 2009
- Полуфиналист Еврокубка: 2013

## Сезоны
| Сезон   | Лига      | Уровень | Рег. чемп. | Плей-Офф | Еврокубки                                 |
| ------- | --------- | ------- | ---------- | -------- | ----------------------------------------- |
| 2012-13 | Суперлига | 1       | 1          | Чемпион  | Полуфинал Еврокубка                       |
| 2013-14 | Суперлига | 1       | 2          | Чемпион  | Гр. этап Евролиги/Четвертьфинал Еврокубка |

## Известные баскетболисты, игравшие за команду
| - Альберт Вальтин - Николай Баглей - Александр Белостенный - Александр Волков - Анатолий Поливода - Владимир Ткаченко - Сергей Коваленко - Роман Рыжик | - Александр Сальников - Андрей Подковыров - Григорий Хижняк - Александр Лохманчук - Вячеслав Евстратенко - Виталий Потапенко - Станислав Медведенко - Владимир Рыжов |  |